# Working
A Working az Omega Az arc című albumának angol nyelvű változata, helyenként eltérő zenei anyaggal és a magyartól függetlenül írt szövegekkel. Az együttes nyolc év után kiadót váltott azzal a céllal, hogy a kontinentális Európa után az angolszász világban is sikereket érjenek el, ezeket a reményeket azonban a lemez nem váltotta be.

## Kiadásai
- 1981 LP
- 2015 The Progressive Eighties CD – válogatás, tartalmazza az album teljes anyagát, megváltozott dalsorrenddel, más angol felvételek mellett. A Decades CD-box részeként és önállóan is megjelent.
- 2021 CD - 40 éves jubileumi újrakiadás

## Dalok
1. Nasca (Nazca)
2. Love Games (A nagy folyó)
3. Inside Outside (Életfogytig rock 'n roll)
4. Laughing on the Inside (Tizenhat évesen)
5. Working (Kemény játék/A mixer)
6. Intermezzo (csak ezen az albumon jelent meg)
7. Rocket (A holló)
8. Hostage I (A látogató – instrumentális változat)
9. Something's Going On (Az üzenet)
10. Thinkin' of You (Az arc)
11. Machines (A fényképésznél)
12. So Long (csak angolul készült el)
13. Hostage II (A látogató)

Zeneszerző: Omega 

Szövegíró: Tony Carey

## Az együttes tagjai
- Benkő László – billentyűs hangszerek
- Debreczeni Ferenc – dobok, ütőhangszerek
- Kóbor János – ének, vokál
- Mihály Tamás – basszusgitár
- Molnár György – szólógitár

közreműködött:
- Tony Carey – dalszövegek, gitár, vokál